# Abyssocottus elochini
Abyssocottus elochini är en fiskart som beskrevs av Taliev, 1955. Abyssocottus elochini ingår i släktet Abyssocottus och familjen Abyssocottidae. Inga underarter finns listade i Catalogue of Life.